# 高萩郵便局
高萩郵便局（たかはぎゆうびんきょく）は茨城県高萩市にある郵便局。民営化前の分類では集配普通郵便局であった。

## 概要
住所：〒318-8799 茨城県高萩市高萩1929-16

## 沿革
- 1872年8月4日（明治5年7月1日） - 高萩郵便取扱所として開設[1]。
- 1875年（明治8年）1月1日 - 高萩郵便局（五等）となる。
- 1879年（明治12年）11月16日 - 為替取扱を開始。
- 1880年（明治13年） - 貯金取扱を開始。
- 1897年（明治30年）3月1日 - 高萩郵便電信局となる。
- 1903年（明治36年）4月1日 - 通信官署官制の施行に伴い高萩郵便局となる。
- 1957年（昭和32年）2月20日 - 北方郵便局[2]および松岡郵便局[3]から、電話交換事務の取扱を移管[4]。
- 1962年（昭和37年）3月1日 - 特定郵便局から普通郵便局に局種別改定。
- 1964年（昭和39年）7月30日 - 電話通話・交換、和文電報受付・配達の各業務を、高萩電報電話局に移管。
- 1998年（平成10年）9月1日 - 外国通貨の両替および旅行小切手の売買に関する業務取扱を開始。
- 2007年（平成19年）10月1日 - 民営化に伴い、併設された郵便事業高萩支店に一部業務を移管。
- 2012年（平成24年）10月1日 - 日本郵便株式会社発足に伴い、郵便事業高萩支店を高萩郵便局に統合。
- 2024年（令和6年）10月28日 - 若栗郵便局から集配業務を移管。

## 取扱内容
- 郵便、印紙、ゆうパック、内容証明
- 貯金、為替、振替、振込、国際送金、外貨両替・トラベラーズチェック、国債、投資信託
- 生命保険、バイク自賠責保険、自動車保険
- ゆうちょ銀行ATM
- 高萩市内の集配業務
- ゆうゆう窓口

## 周辺
- 高萩市役所
- 茨城県立高萩高等学校
- 国道6号

## アクセス
- JR常磐線 高萩駅から徒歩約3分
- 日立電鉄バス、椎名観光バス 高萩駅停留所下車
- 常磐自動車道 高萩ICから南東へ約5km
- 駐車場あり：16台